# Ferrovia dell'Arlberg
La ferrovia dell'Arlberg (in tedesco Arlbergbahn) è un'importante linea ferroviaria di collegamento internazionale tra l'Austria e la Svizzera e unisce le città di Innsbruck e Bludenz; è l'unico collegamento ferroviario di montagna est-ovest della regione. Lunga 135,7 km è una delle linee più difficili d'Europa come esercizio e spesso soggetta a valanghe, frane e smottamenti. L'esercizio ferroviario è a carico delle Österreichische Bundesbahnen (ÖBB).

## Storia
Già nel 1842 da più parti si avanzava l'idea di un itinerario tra l'Inghilterra e le colonie attraversando Francia, Svizzera ed Austria con imbarco a Trieste, attraverso l'Adriatico, per Suez in Egitto. Era l'idea della Valigia delle Indie che tutti si contendevano nella speranza di un effetto trascinante per i commerci e i viaggi. Nel 1847, Carl Ganahl, un industriale tessile di Feldkirch decise di supportare in proprio la costruzione che tuttavia si presentava ardua in relazione ai terreni impervi da attraversare e le avverse condizioni climatiche in alcuni periodi dell'anno. L'apertura nel 1854 della ferrovia di montagna del Semmering riaccese gli entusiasmi mostrando che era possibile attraversare anche l'Arlberg.
Nel 1879 fu approvato il progetto definitivo e il 15 maggio 1880 il Ministero del Commercio diede inizio alla costruzione della ferrovia, che corre da est ad ovest perforando il massiccio dell'Arlberg, spartiacque fra il bacino fluviale del Danubio e di quello del Reno.
La costruzione della ferrovia dell'Arlberg avanzò speditamente al punto che già il 29 maggio 1883 il tratto tra Innsbruck e Landeck, in Tirolo, entrò in servizio e il 21 settembre 1884 era interamente completata compresi i 10,25 km, a semplice binario, del Traforo ferroviario dell'Arlberg la cui costruzione era costata ben 92 vittime.
L'apertura dell'Arlberg realizzava una nuova e completa connessione tra il Lago di Costanza e il Mar Adriatico. Il traffico aumentava rapidamente al punto che si accelerarono i lavori per l'apertura del secondo binario attraverso il tunnel che entrò in funzione il 15 luglio 1885. La relazione più prestigiosa della linea dell'Arlberg negli anni trenta fu il famoso treno di lusso Arlberg-Orient Express tra Londra e Bucarest.
La trazione a vapore tuttavia rappresentava un serio problema anche perché le pendenze raggiungevano il 31 per mille. Il 20 novembre 1924 il problema aveva termine in seguito all'elettrificazione del tunnel; in seguito gradatamente veniva elettrificato anche il restante tratto in ascesa. La tensione venne scelta in 15 kV, 16 2/3 Hz a corrente alternata monofase. La linea è ancora oggi molto trafficata nonostante la concorrenza stradale; vi transitano treni veloci ed EuroCity tra Vienna e Vorarlberg. In occasione dei Campionati mondiali di sci alpino del 2001, la stazione di Sankt Anton am Arlberg sul lato est del tunnel dell'Arlberg è stata completamente ricostruita prolungando anche di circa 400 m la lunga galleria dell'Arlberg.

## Percorso

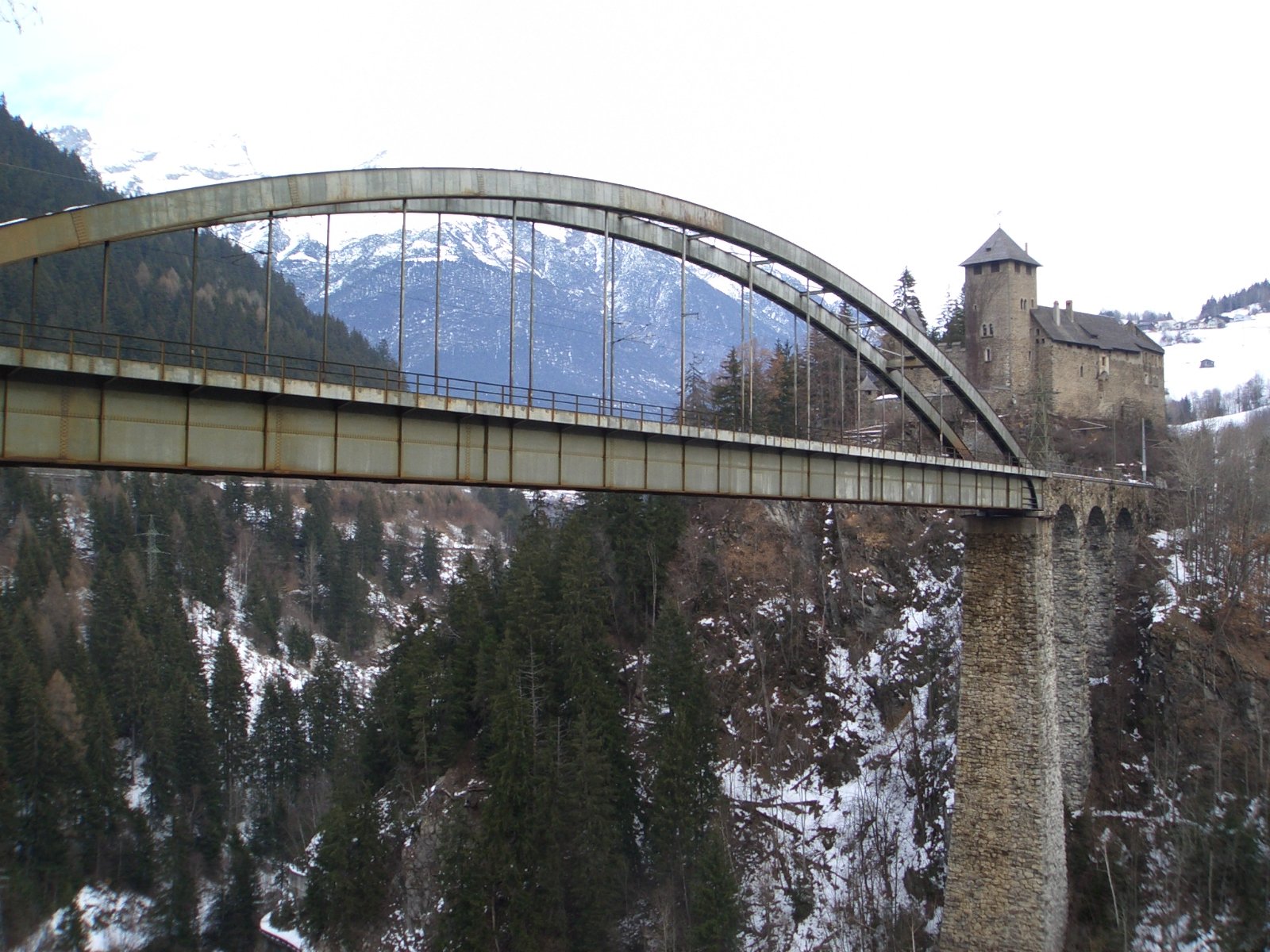
Ponte Trisanna e Castello Wiesberg

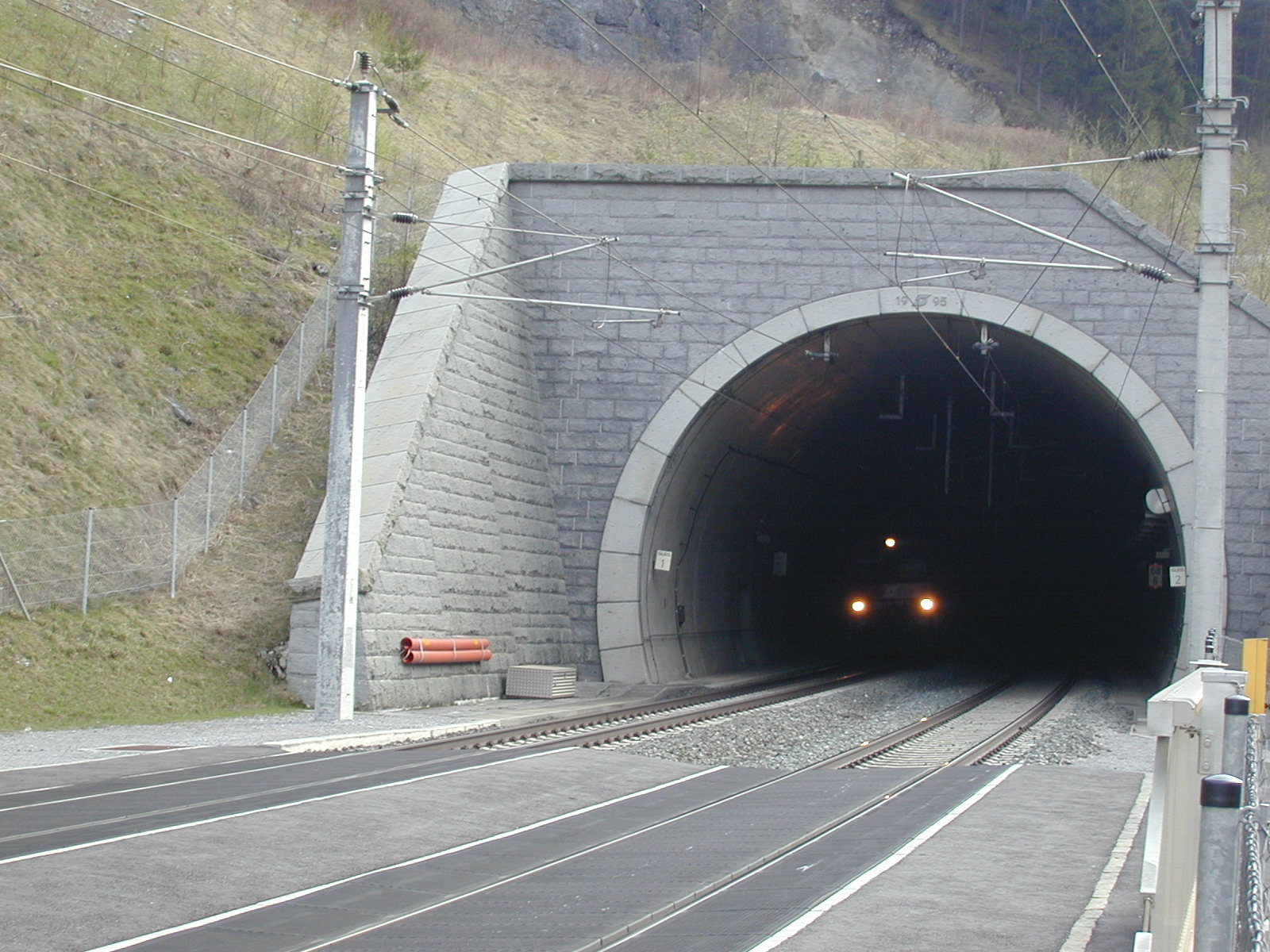
Tunnel Zammer presso Landeck

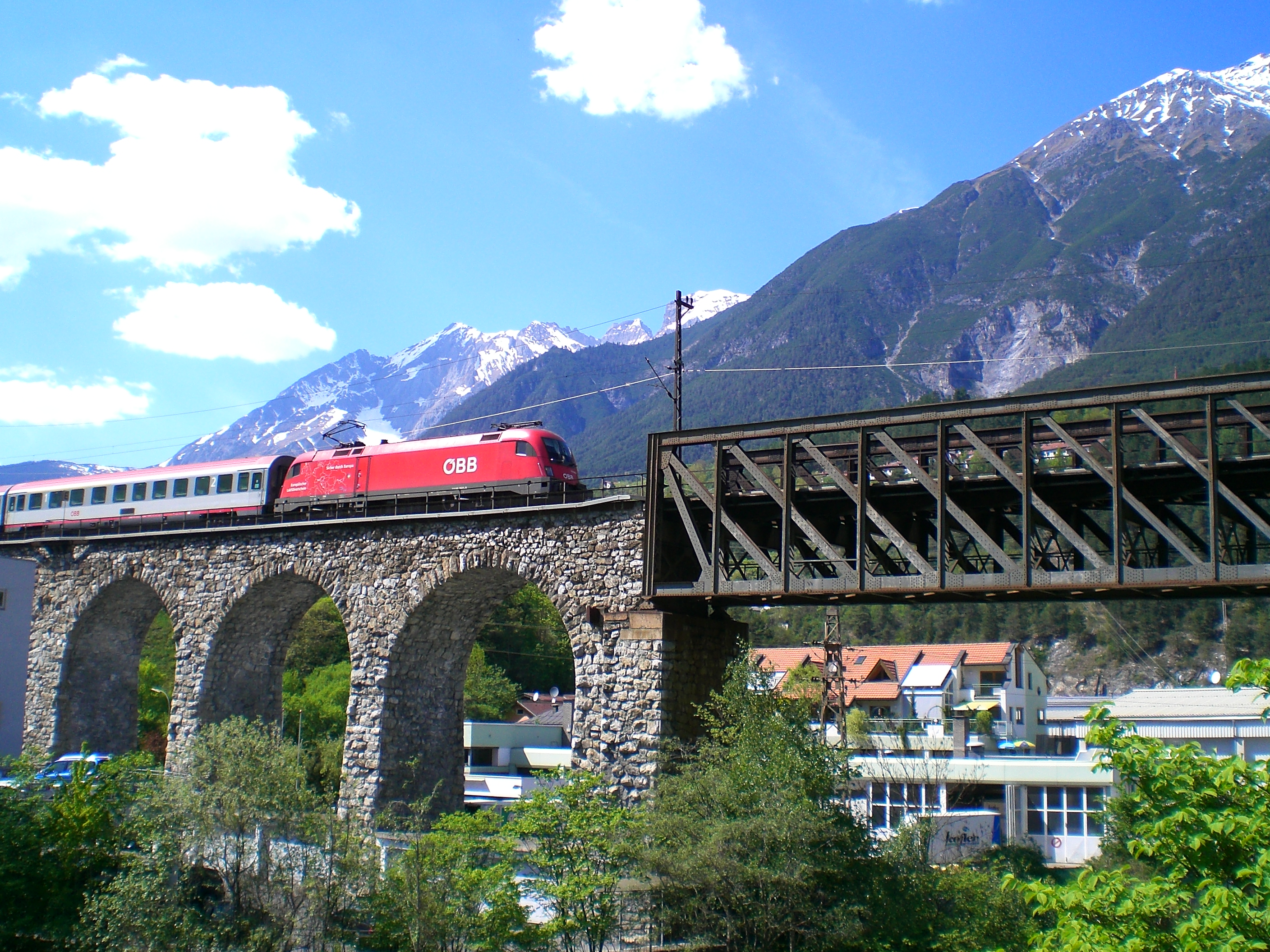
Ponte sull'Inn a Landeck

| Straight track |

| Station on track |

| Unknown route-map component "ABZgl" |

| Unknown route-map component "mKRZu" |

| Unknown route-map component "ABZg+l" |

| Station on track |

| Unknown route-map component "ABZgr" |

| Underbridge |

| Station on track |

| Stop on track |

| Stop on track |

| Station on track |

| Stop on track |

| Stop on track |

| Stop on track |

| Unknown route-map component "eBS2+l" | Unknown route-map component "BS2+r" |

| Unknown route-map component "exSTR" | Stop on track |

| Unknown route-map component "eBS2l" | Unknown route-map component "BS2r" |

| Station on track |

| Stop on track |

| Station on track |

| Stop on track |

| Station on track |

| Stop on track |

| Station on track |

| Unknown route-map component "KMW" |

| Unknown route-map component "hKRZWae" |

| Underbridge |

| Station on track |

| Station on track |

| Underbridge |

| Stop on track |

| Station on track |

| Unknown route-map component "ABZg+r" |

| Unknown route-map component "KMW" |

| Unknown route-map component "eBS2+l" | Unknown route-map component "BS2+r" |

| Unknown route-map component "exSTR" | Enter and exit tunnel |

| Unknown route-map component "exSTR" | Underbridge |

| Unknown route-map component "exSTR" | Unknown route-map component "tSTRa" |

| Unknown route-map component "exBHF" | Unknown route-map component "tSTR" |

| Unknown route-map component "exSTR" | Unknown route-map component "tSTRe" |

| Unknown route-map component "eBS2l" | Unknown route-map component "BS2r" |

| Station on track |

| Unknown route-map component "eABZgl" |

| Unknown route-map component "ABZgr" |

| Unknown route-map component "KMW" |

| Unknown route-map component "hKRZWae" |

| Stop on track |

| Unknown route-map component "STRo" |

| Station on track |

| Unknown route-map component "STRo" |

| Stop on track |

| Unknown route-map component "hSTRae" |

| Enter and exit short tunnel |

| Unknown route-map component "eBS2+l" | Unknown route-map component "BS2+r" |

| Unknown route-map component "exSTR" | Enter and exit tunnel |

| Unknown route-map component "exSTR" | Unknown route-map component "KMW" |

| Unknown route-map component "eBS2l" | Unknown route-map component "BS2r" |

| Unknown route-map component "STRo" |

| Station on track |

| Unknown route-map component "STRo" |

| Enter and exit short tunnel |

| Station on track |

| Unknown route-map component "hKRZWae" |

| Unknown route-map component "hKRZWae" |

| Underbridge |

| Enter and exit short tunnel |

| Unknown route-map component "eBS2+l" | Unknown route-map component "BS2+r" |

| Unknown route-map component "exHST" | Straight track |

| Unknown route-map component "exSTR" | Stop on track |

| Unknown route-map component "exSTR" | Enter and exit tunnel |

| Unknown route-map component "exSTR" | Unknown route-map component "ABZgl" |

| Unknown route-map component "exhKRZWae" | Unknown route-map component "hKRZWae" |

| Unknown route-map component "exSTR" | Enter and exit tunnel |

| Unknown route-map component "exBHF" | Straight track |

| Unknown route-map component "eBS2l" | Unknown route-map component "BS2r" |

| Enter and exit tunnel |

| Unknown route-map component "eBS2+l" | Unknown route-map component "BS2+r" |

| Unknown route-map component "exSTR" | Unknown route-map component "hKRZWae" |

| Unknown route-map component "exHST" | Straight track |

| Unknown route-map component "exSTR" | Unknown route-map component "tSTRa" |

| Unknown route-map component "exhKRZWae" | Unknown route-map component "tSTR" |

| Unknown route-map component "exhKRZWae" | Unknown route-map component "tSTR" |

| Unknown route-map component "exSTR" | Unknown route-map component "tSTRe" |

| Unknown route-map component "exSTR" | Station on track |

| Unknown route-map component "exBHF" | Straight track |

| Unknown route-map component "exSTR" | Unknown route-map component "tSTRa" |

| Unknown route-map component "extSTRa" | Unknown route-map component "tSTR" |

| Unknown route-map component "extSTR" | Unknown route-map component "tKMW" |

| Unknown route-map component "etBS2l" | Unknown route-map component "tBS2r" |

| Unknown route-map component "tSTR" |

| Unknown route-map component "tSTRe" |

| Unknown route-map component "hKRZWae" |

| Station on track |

| Unknown route-map component "BS2+l" | Unknown route-map component "eBS2+r" |

| Unknown route-map component "tSTRa" | Unknown route-map component "exSTR" |

| Unknown route-map component "tSTR" | Unknown route-map component "exTUNNEL2" |

| Unknown route-map component "tSTR" | Unknown route-map component "exTUNNEL1" |

| Unknown route-map component "tSTR" | Unknown route-map component "exSTRo" |

| Unknown route-map component "tSTR" | Unknown route-map component "exTUNNEL2" |

| Unknown route-map component "tSTR" | Unknown route-map component "exSTRo" |

| Unknown route-map component "tSTR" | Unknown route-map component "exhSTRae" |

| Unknown route-map component "tSTR" | Unknown route-map component "exHST" |

| Unknown route-map component "tSTRe" | Unknown route-map component "exSTR" |

| Unknown route-map component "BS2l" | Unknown route-map component "eBS2r" |

| Enter and exit tunnel |

| Unknown route-map component "BS2+l" | Unknown route-map component "eBS2+r" |

| Enter and exit tunnel | Unknown route-map component "exSTR" |

| Unknown route-map component "STRo" | Unknown route-map component "exSTR" |

| Straight track | Unknown route-map component "exSTRo" |

| Unknown route-map component "BS2l" | Unknown route-map component "eBS2r" |

| Station on track |

| Unknown route-map component "STRo" |

| Enter and exit short tunnel |

| Station on track |

| Unknown route-map component "STRo" |

| Enter and exit short tunnel |

| Unknown route-map component "hSTRae" |

| Enter and exit short tunnel |

| Unknown route-map component "STRo" |

| Enter and exit short tunnel |

| Station on track |

| Unknown route-map component "STRo" |

| Enter and exit short tunnel |

| Unknown route-map component "STRo" |

| Enter and exit short tunnel |

| Unknown route-map component "STRo" |

| Enter and exit short tunnel |

| Station on track |

| Stop on track |

| Unknown route-map component "ABZg+l" |

| Station on track |

| Straight track |